# Маскаринас, Рико
Рико Маскаринас (род. 2 марта 1953) — филиппинский шахматист, международный мастер (1978).
В составе сборной Филиппин участник 8-и Олимпиад (1976—1984, 1988—1992).

## Изменения рейтинга
| Графики недоступны из-за технических проблем. См. информацию на Фабрикаторе и на mediawiki.org. |